# 珀尔米茨
珀尔米茨是德国图林根州的一个市镇。总面积6.35平方公里，总人口187人，其中男性95人，女性92人（2011年12月31日），人口密度29人/平方公里。